# Batalha de Badajoz (1936)
A Batalha de Badajoz foi uma das primeiras grandes vitórias Nacionalistas na Guerra Civil Espanhola. Uma série de assaltos dispendiosos ganhou para os Nacionalistas a cidade fronteiriça fortificada de Badajoz em 14 de Agosto de 1936, cortando a República Espanhola do vizinho Portugal e ligando as zonas norte e sul sob controle Nacionalista (embora o contato real com as tropas do norte do General Emilio Mola não se tenha estabelecido até 8 de Setembro).

## Situação estratégica
No verão de 1936, os transportes aéreos Alemães e Italianos, e depois a frota Nacionalista, transportaram quase 10 000 soldados regulares do Exército Espanhol da África para o sul da Espanha, através do Estreito de Gibraltar. Os Nacionalistas, liderados por Francisco Franco, reuniram-se em Sevilha e, no dia 1 de Agosto, o General Franco ordenou uma varredura ao norte para se unir às forças distantes do General Mola.
Conduzido no terreno pelo Coronel Carlos Asensio e pelo Major Antonio Castejón, o Exército Nacionalista avançou para o norte em destacamentos motorizados, fazendo uma pausa para bombardear e capturar cidades fronteiriças muradas. Em 10 de Agosto, quando o Tenente-Coronel Juan Yagüe chegou para assumir o comando perto de Mérida, os Nacionalistas haviam assegurado 300 quilómetros da fronteira Portuguesa. Mérida caiu depois de uma luta dura nas margens do Rio Guadiana, deixando a cidade vizinha de Badajoz, agora o último posto Republicano remanescente na fronteira Portuguesa, isolado da República. Franco supervisionou pessoalmente a operação contra Mérida e, na noite de 10 de Agosto, recebeu Yagüe em sua sede para discutir a captura de Badajoz e os próximos objetivos. Ele queria derrubar a cidade para unificar as duas seções da zona rebelde e deixar o flanco esquerdo das colunas avançadas cobertas pela fronteira Portuguesa. Foi um erro estratégico, contribuindo para o atraso que permitiu ao governo organizar as suas defesas.
Yagüe marchou contra Badajoz com 2.250 soldados da Legião Estrangeira Espanhola, 750 regulares Marroquinos e cinco baterias de campo, deixando o Major Heli Tella para trás para segurar Mérida. Dentro da antiga cidade-fortaleza, onde grandes partes de suas muralhas tinham sido demolidas alguns anos antes da guerra, o Coronel Ildefonso Puigdendolas comandava cerca de 6 000 milícias Republicanas (outras fontes afirmam entre 2 000 a 4 000 homens). Em 6 de Agosto, quando o exército Nacionalista se aproximou, um grupo da Guarda Civil tentou desertar para os rebeldes. Puigdendolas esmagou a revolta, mas minou as suas forças de homens e moral.

## A batalha
Antes do ataque, Badajoz foi continuamente bombardeada pela artilharia Nacionalista e por bombardeiros por um período de três dias. A cidade tinha sido inundada de refugiados e a atmosfera na cidade era uma antecipação de desgraça. Os rebeldes iniciaram o ataque na manhã de 14 de Agosto, depois de bombardearem a cidade durante a maior parte do dia. Uma unidade da Legião Estrangeira Espanhola, a IV Bandera, invadiu a Puerta de la Trinidad (Porta da Trindade). A força mais confiável dos defensores, os Carabineros, havia sido colocada ali em antecipação à ação. Uma resistência determinada por metralhadoras e fuzileiros republicanos comprometeu o ataque, arrasando várias ondas de tropas Nacionalistas.
Ignorando as suas perdas, os legionários prosseguiram. Uma carga liderada por carros blindados abriram uma brecha no portão, e os Nacionalistas ultrapassaram os defensores, entrando através da brecha e matando-os em combates corpo-a-corpo. Mas, o custo foi terrível: a 16ª Companhia atacante havia perdido 76 dos seus 90 oficiais e homens (outras fontes citam 20 mortos, 22 feridos e 2 desaparecidos). Todos os oficiais da unidade caíram no ataque, exceto o capitão e um cabo (outras fontes: dois funcionários foram mortos em cinco). Enquanto isso, os homens de Asensio entraram na cidade por uma brecha nas muralhas da cidade; a tomada da Puerta de la Trinidad foi mais tarde vista como inútil.
No lado sul da cidade, as unidades Nacionalistas ultrapassaram as muralhas com menos dificuldade. Os regulares Tetuanos Marroquinos passaram pela Puerta de los Carros, e os legionários e marroquinos varreram os Republicanos do quartel. Enquanto isso, muitos soldados dentro da cidade desertaram para os rebeldes, permitindo facilmente a entrada dos atacantes na cidade. Uma vez dentro das muralhas, eles dirigiram a milícia Republicana para diante deles, esfaqueando e batendo com força na direção do centro da cidade, inclusive matando aqueles que haviam deitado fora as armas e levantado as mãos. As lutas de rua duraram até o anoitecer. Posteriormente, os legionários capturaram 43 milicianos feridos no hospital militar e depois mataram-nos.
O coronel Puigdendolas, junto com o Prefeito e outros membros do comité de defesa, escapou da cidade por volta das 9h e fugiu para Portugal.

## Rescaldo
A queda de Badajoz arrancou da República a grande região da Extremadura, a norte de Huelva, que mais tarde foi subjugada e engolida pelo emergente estado Nacionalista. Depois da batalha, Yagüe virou para nordeste em direção a Madrid e ao Rio Tejo. Durante a sua jornada, ele enfrentou as forças republicanas em batalhas campais nas semanas seguintes.
A Batalha de Badajoz seguiu padrões que continuaram durante a maior parte do verão: A milícia Republicana apoderou-se das fortalezas medievais que pontilham Castela, mas não conseguiu parar nem mesmo retardar o avanço das tropas profissionais de Franco. O exército regular Espanhol mostrar-se-ia capaz de varrer defesas preparadas por forças inimigas superiores, mas muitas vezes sofreu perdas impressionantes de suas melhores tropas. No final do ano, grande parte da Legião Estrangeira Espanhola estava morta, espalhada por uma trilha de cidades muradas que se estendiam de Sevilha até a periferia de Madrid.

### Massacre de civis
Tem sido amplamente divulgado que os Nacionalistas saquearam Badajoz e mataram milhares de prisioneiros e civis, culminando em uma infame ronda de execuções na praça de touros da cidade, onde metralhadoras foram colocadas nas barreiras ao redor do ringue. Os gritos dos moribundos podiam ser ouvidos a muitas ruas de distância. Assassinatos e estupros em massa foram cometidos por vários dias, e o fato de Yagüe não ter parado as mortes valeu-lhe o apelido de "O Açougueiro de Badajoz". Correspondentes estrangeiros, dependendo de suas simpatias políticas, relataram entre uma estimativa de 1 800 e 4 000 mortes de civis.

Há vários relatos de testemunhas oculares e outros relatos do massacre de Badajoz, incluindo alguns de correspondentes estrangeiros, como Jay Allen (americano), Mário Neves (português), e Marcel Dany e René Bru (franceses); há também fotografias que sobrevivem do massacre. Hoje, a maioria dos historiadores reconhece que Yagüe matou milhares de milicianos e civis após a queda da cidade e queimou os cadáveres porque ele não queria deixar inimigos, soldados ou civis, nas costas de seu exército. De fato, Yagüe foi citado por ter dito o seguinte a um Jay T. Whitaker:
"Claro que nós atiramos neles - ele me disse - o que você estava à espera? Eu deveria levar 4 000 vermelhos comigo enquanto a minha coluna avançava, correndo contra o tempo? Esperava que eu os soltasse na minha retaguarda para deixá-los tornar Badajoz vermelha de novo?"
O massacre de Badajoz não foi um caso único na marcha da coluna de Yagüe, de Sevilha a Badajoz. Em todas as cidades conquistadas pelos homens de Yagüe, muitos civis foram mortos. De facto, mais de seis mil pessoas foram mortas apenas na província de Badajoz (incluindo a cidade de Badajoz). A maioria das vítimas era composta de trabalhadores e fazendeiros, e o massacre massivo da população tornou-se mais tarde conhecido no mundo como o Terror Branco de Franco.